# Borczyn
Borczyn [pronunciación en polaco: /ˈbɔrt͡ʂɨn/] Es un pueblo en el distrito administrativo de Gmina Kije, dentro del Distrito de Pińczów, Voivodato de Świętokrzyskie, en el sur de Polonia. Se encuentra aproximadamente 4 kilómetros al noroeste de Kije, 12 kilómetros al norte de Pińczów, y 29 kilómetros al sur de la capital regional, Kielce.